# Pasar Muara Siau
Pasar Muara Siau is een bestuurslaag in het regentschap Merangin van de provincie Jambi, Indonesië. Pasar Muara Siau telt 772 inwoners (volkstelling 2010).